# Alessandro Morosi
Alessandro Morosi (* 16. Dezember 2004 in Tradate) ist ein italienischer Motorradrennfahrer. Er fährt 2024 in der JuniorGP für das CF Moto Aspar Team. Er und seine Teamkollege Marcos Uriarte sind mit jeweils 19 Jahren unter den ältesten Fahrern im Feld. Nach fünf Rennen ist der Italiener Gesamtdritter.

## Statistik

### In der Motorrad-Weltmeisterschaft
(Stand: Saisonende 2022)
| Saison | Klasse | Team             | Motorrad | Rennen | Siege | Zweiter | Dritter | Poles | Schn. Runden | Punkte | Ergebnis |
| ------ | ------ | ---------------- | -------- | ------ | ----- | ------- | ------- | ----- | ------------ | ------ | -------- |
| 2022   | Moto3  | MT Helmets – MSI | KTM      | 1      | –     | –       | –       | –     | –            | 0      | 42.      |
| Gesamt | Gesamt | Gesamt           | Gesamt   | 1      | 0     | 0       | 0       | 0     | 0            | 0      |          |

Einzelergebnisse
| Saison | 1     | 2          | 3           | 4         | 5        | 6       | 7          | 8       | 9          | 10          | 11          | 12                     | 13         | 14         | 15        | 16    | 17       | 18         | 19       | 20       |
| ------ | ----- | ---------- | ----------- | --------- | -------- | ------- | ---------- | ------- | ---------- | ----------- | ----------- | ---------------------- | ---------- | ---------- | --------- | ----- | -------- | ---------- | -------- | -------- |
| 2022   | Katar | Indonesien | Argentinien | USA-Texas | Portugal | Spanien | Frankreich | Italien | Katalonien | Deutschland | Niederlande | Vereinigtes Konigreich | Osterreich | San Marino | Aragonien | Japan | Thailand | Australien | Malaysia | Valencia |
| 2022   |       |            |             |           |          |         |            |         |            |             |             |                        |            | 26         |           |       |          |            |          |          |

| Legende  | Legende            | Legende                                                          |
| Farbe    | Abkürzung          | Bedeutung                                                        |
| -------- | ------------------ | ---------------------------------------------------------------- |
| Gold     | –                  | Sieg                                                             |
| Silber   | –                  | 2. Platz                                                         |
| Bronze   | –                  | 3. Platz                                                         |
| Grün     | –                  | Platzierung in den Punkten                                       |
| Blau     | –                  | Klassifiziert außerhalb der Punkteränge                          |
| Violett  | DNF                | Rennen nicht beendet (did not finish)                            |
| Violett  | NC                 | nicht klassifiziert (not classified)                             |
| Rot      | DNQ                | nicht qualifiziert (did not qualify)                             |
| Rot      | DNPQ               | in Vorqualifikation gescheitert (did not pre-qualify)            |
| Schwarz  | DSQ                | disqualifiziert (disqualified)                                   |
| Weiß     | DNS                | nicht am Start (did not start)                                   |
| Weiß     | WD                 | zurückgezogen (withdrawn)                                        |
| Hellblau | PO                 | nur am Training teilgenommen (practiced only)                    |
| Hellblau | TD                 | Freitags-Testfahrer (test driver)                                |
| ohne     | DNP                | nicht am Training teilgenommen (did not practice)                |
| ohne     | INJ                | verletzt oder krank (injured)                                    |
| ohne     | EX                 | ausgeschlossen (excluded)                                        |
| ohne     | DNA                | nicht erschienen (did not arrive)                                |
| ohne     | C                  | Rennen abgesagt (cancelled)                                      |
| ohne     | keine WM-Teilnahme |                                                                  |
| sonstige | P/fett             | Pole-Position                                                    |
| sonstige | 1/2/3/4/5/6/7/8    | Punktplatzierung im Sprint-/Qualifikationsrennen                 |
| sonstige | SR/kursiv          | Schnellste Rennrunde                                             |
| sonstige | *                  | nicht im Ziel, aufgrund der zurückgelegten Distanz aber gewertet |
| sonstige | ()                 | Streichresultate                                                 |
| sonstige | unterstrichen      | Führender in der Gesamtwertung                                   |